# Pedro Sousa
Pedro Souda (Lissabon, 27 mei 1988) is een Portugese tennisspeler. Hij heeft nog geen ATP-toernooien in het enkelspel of dubbelspel gewonnen, echter stond hij wel één keer in een ATP-finale.

## Palmares

### Palmares enkelspel
| Nr.                  | Datum            | Toernooi     | Ondergrond    | Tegenstander in finale | Score            | Details |
| -------------------- | ---------------- | ------------ | ------------- | ---------------------- | ---------------- | ------- |
| Verloren finales     |                  |              |               |                        |                  |         |
| 1.                   | 16 februari 2020 | Buenos Aires | Gravel        | Casper Ruud            | 1-6, 4-6         | Details |
| Gewonnen challengers |                  |              |               |                        |                  |         |
| 1.                   | 30 april 2017    | Francavilla  | Hardcourt (i) | Alessandro Giannessi   | 6-3, 7-6(3)      |         |
| 2.                   | 6 augustus 2017  | Liberec      | Gravel        | Guilherme Clezar       | 6-4, 5-7, 6-2    |         |
| 3.                   | 3 september 2017 | Como         | Gravel        | Marco Cecchinato       | 1-6, 6-2, 6-4    |         |
| 4.                   | 13 mei 2018      | Braga        | Gravel        | Casper Ruud            | 6-0, 3-6, 6-3    |         |
| 5.                   | 12 augustus 2018 | Pullach      | Gravel        | Jan-Lennard Struff     | 6-1, 6-3         |         |
| 6.                   | 13 juni 2019     | Blois        | Gravel        | Kimmer Coppejans       | 4-6, 6-3, 7-6(4) |         |
| 7.                   | 18 augustus 2019 | Meerbusch    | Gravel        | Pedja Krstin           | 7-6(4), 4-6, 6-3 |         |

## Resultaten grote toernooien
| Legenda | Legenda                          |
| ------- | -------------------------------- |
| g.t.    | geen toernooi gehouden           |
| l.c.    | lagere categorie                 |
| –       | niet deelgenomen                 |
| G       | uitgeschakeld in de groepsfase   |
| 1R      | uitgeschakeld in de eerste ronde |
| 2R      | uitgeschakeld in de tweede ronde |
| 3R      | uitgeschakeld in de derde ronde  |
| 4R      | uitgeschakeld in de vierde ronde |
| KF      | uitgeschakeld in de kwartfinale  |
| HF      | uitgeschakeld in de halve finale |
| F       | de finale verloren               |
| W       | het toernooi gewonnen            |
| w-v     | winst/verlies-balans             |

### Enkelspel
| grandslamtoernooien  |      |      |      |
| Australian Open      | 1R   | –    | 1R   |
| Roland Garros        | –    | –    | –    |
| Wimbledon            | –    | g.t. | 1R   |
| US Open              | –    | 1R   | –    |
| ATP Masters 1000     |      |      |      |
| Indian Wells         | –    | g.t. | –    |
| Miami                | –    | g.t. | 1R   |
| Monte Carlo          | –    | g.t. | –    |
| Madrid               | –    | g.t. | –    |
| Rome                 | –    | –    | –    |
| Montreal/Toronto     | –    | g.t. | –    |
| Cincinnati           | –    | –    | –    |
| Shanghai             | –    | g.t. | g.t. |
| Parijs               | –    | –    | –    |
| olympisch            |      |      |      |
| Olympische Spelen    | g.t. | g.t. | 1R   |
| statistieken         |      |      |      |
| totaal aantal titels | 0    | 0    | 0    |
| eindejaarsranking    | 140  | 105  | 173  |

### Dubbelspel
| grandslamtoernooien  |      |
| Australian Open      | –    |
| Roland Garros        | –    |
| Wimbledon            | –    |
| US Open              | –    |
| ATP Masters 1000     |      |
| Indian Wells         | –    |
| Miami                | –    |
| Monte Carlo          | –    |
| Madrid               | –    |
| Rome                 | –    |
| Montreal/Toronto     | –    |
| Cincinnati           | –    |
| Shanghai             | g.t. |
| Parijs               | –    |
| olympisch            |      |
| Olympische Spelen    | 1R   |
| statistieken         |      |
| totaal aantal titels | 0    |
| eindejaarsranking    | 716  |